# Dwie Studnie
Dwie Studnie (Jaskinia Dwie Studnie) – jaskinia na terenie Niecki Nidziańskiej. Ma dwa otwory wejściowe położone na południe od wsi Siesławice (Niecka Solecka), u podnóża gipsowych ścianek, w pobliżu Jaskini Szerokiej, na wysokości 216 m n.p.m. Długość jaskini wynosi 31 metrów, a jej deniwelacja 3,5 metrów.

## Opis jaskini
Otworami wejściowymi do jaskini są położone blisko siebie dwie studzienki. Na dnie studzienki o większym, trójkątnym otworze zaczyna się obszerny korytarz. Na lewo od wejścia kończy się on studzienką zalaną wodą, na prawo natomiast prowadzi przez zacisk do dwóch niewielkich salek. W korytarzyku łączącym salki znajduje się kominek prowadzący do drugiego otworu wejściowego.

## Przyroda
W jaskini można spotkać nacieki gipsowe. Bywają w niej lisy. Ściany są wilgotne, brak jest na nich roślinności.

## Historia odkryć
Jaskinia została prawdopodobnie odkryta podczas eksploatacji gipsu. Jej pierwszy opis i plan sporządzili B. W. Wołoszyn i S. Wiraszka w 1985 roku.